# Nicos Poulantzas
Nicos Poulantzas (græsk Νίκος Πουλαντζάς, Níkos Poulandzás) (født 21. september 1936, død 3. oktober 1979) var en græsk-fransk marxistisk politisk sociolog. I 1970'erne var Poulantzas, sammen med Louis Althusser, den ledende repræsentant for strukturalistisk marxisme, men modsat Althusser endte han som eurokommunist. Han er mest kendt for sine teoretiske arbejder om staten, men han har også bidraget til marxistiske analyser af fascisme, klasser i den samtidige verden og sammenbruddet for de sydeuropæiske diktaturer i 1970-erne.
Poulantzas var født i Hellas og blev politisk engageret i sin studietid, da han sluttede sig til Demokratisk Alliance, som var en frontorganisation for kommunistpartiet. Han sluttede sig imidlertid ikke til partiet før efter oberstkuppet i Hellas, da han boede i Paris, hvortil han var flyttet efter sin studietid. Her blev han en del af kredsen omkring Althusser sammen med andre unge marxister som Etienne Balibar, Pierre Macherey, Jacques Rancière og Regis Debray, og i løbet af 1970-erne blev han en prominent marxist gennem sine bøger og artikler, især i New Left Review. Han sled imidlertid også med personlige problemer, og i 1979 tog han sit eget liv.

## Statsteori
Poulatzas' statsteori var en reaktion mod det, han så som forenklede forståelser inden for marxismen. Instrumentalistiske marxistiske forståelser så på staten som et instrument i hænderne på en bestemt klasse. Poulantzas var uenig med dette, efter som han anså kapitalistklassen for at være for mere optaget af sin individuelle kortsigtede sikring af profit frem for af at opretholde klassens magt for at kunne styre staten i sin interesse uden videre. Poulantzas argumenterede for, at staten - selv om den er relativt autonom fra kapitalistklassen - alligevel bidrager til at sikre kapitalismens eksistens og derfor tjener kapitalistklassen. Han fokuserede især på, hvordan et i sig selv splittet system som kapitalismen kunne sameksistere med den sociale stabilitet, som var nødvendig for dens reproduktion – i særdeleshed anså han nationalismen som et redskab til at overskride klasseskellene inden for kapitalismen.
Fra Antonio Gramsci lånte han forståelsen af kulturelt hegemoni. Poulantzas argumenterede for, at statens egen opgave ikke er at undertrykke de undertryktes bevægelser. Staten må heller skabe enighed med de undertrykke. Den gør dette gennem klassealliancer, hvor den dominerende gruppe skaber en 'alliance' med de dominerende grupper som et redskab for at skaffe den dominerende gruppens støtte. I sine senere værker analyserede Poulantzas det, han kaldte 'det nye småborgerskabs' betydning for at konsolidere de herskende klassers hegemoni og at underminere arbejderklassens evne til at organisere sig selv. Ved at indtage en modsætningsfyldt klasseposition, det vil sige ved at identificere sig med sin de facto undertrykker, stiller denne fraktion af arbejderklassen sig på linje med det borgerskab, hvis skæbne den (urigtigt) mener, at den deler. Fragmentationen (og kollapsen, vil nogen påstå) af klassesystemet er for Poulantzas en definitorisk egenskab ved senkapitalismen, og enhver politisk brugbar analyse må takle denne nye konstellation af interesse og magt. Et eksempel på dette kan ses i en Poulantzas-inspirerede analyse af New Deal i USA: Den amerikanske herskerklasse bidrog ved at give efter for nogen af arbejderklassens krav (mindsteløn, arbejdslove etc.), til at cementere en alliance mellem arbejdere og den bestemt fraktion af kapitalen og staten. Dette var nødvendig for kapitalismens fortsatte eksistens, for hvis herskerklassen blot undertrykte bevægelserne og undlod at gøre nogen indrømmelser, ville det kunne have ført til en socialistisk revolution.

## Betydning
Poulantzas bidrog med en nuanceret analyse af klassestrukturerne i en tid, da internationaliseringen af produktionssystemerne (globalisering) overførte magt fra arbejderklassen til kapitalistklassen. På mange områder forudså han senere debatter blandt kritiske marxister som Robert W. Cox og Kees van der Pijl om 'klasse', 'borgerskab' og 'hegemoni'. Disse begreber har imidlertid kun ringe genklang i en lille del af dagens statsvidenskab, hvor positivismen tvinger forskere til at fokusere på målbare og objektive enheder. Ved imidlertid at sætte klasseanalysen i centrum for den politiske analyse minder Poulantzas om, at teoretikere selv er politiske aktører, og at analyser af den politiske verden er præget af den ideologi, som de selv benytter sig af.

## Forfatterskab
- Nicos Poulantzas: Political power and social classes. NLB, 1973 (orig. 1968).
- Nicos Poulantzas: Fascism and dictatorship: the Third International and the problem of fascism. NLB, 1974 (orig. 1970).
- Nicos Poulantzas: Classes in contemporary capitalism. NLB, 1975 (orig. 1973).
- Nicos Poulantzas: The crisis of the dictatorships: Portugal, Greece, Spain. Humanities Press, 1976.
- Nicos Poulantzas: State, power, socialism. NLB, 1978.